# Terry Serpico

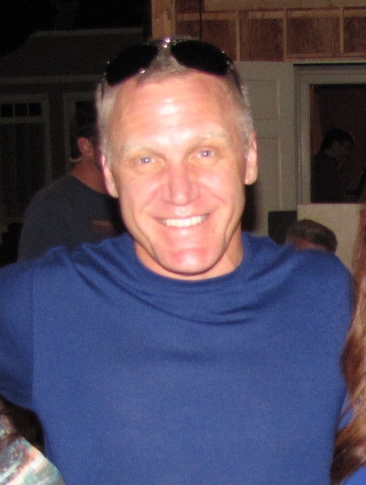
Terry Serpico (2012)

Terry Serpico (* 27. Juni 1964 in Lawton, Oklahoma) ist ein US-amerikanischer Schauspieler und Stuntman.

## Leben
Terry Serpico studierte Schauspiel. Seinen Abschluss machte er an der State University of New York at Purchase 1989.
Seine erste Hauptrolle bekam er 1997 in dem Film Donnie Brasco. Des Weiteren ist er schon in vielen Fernsehserien aufgetreten, unter anderem in Third Watch – Einsatz am Limit, Law & Order, Criminal Intent – Verbrechen im Visier, CSI: Miami, Person of Interest und The Carrie Diaries. Zwischen 2005 und 2010 hatte er eine wiederkehrende Rolle in Rescue Me. Von 2007 bis 2013 war er in der Lifetime-Serie Army Wives zu sehen. 2017 war er in Star Trek: Discovery zu sehen.

## Filmografie (Auswahl)
- 1997: Donnie Brasco
- 2000: Third Watch – Einsatz am Limit (Third Watch, Fernsehserie, Folge 1x13)
- 2000, 2002: Law & Order (Fernsehserie, 2 Folgen)
- 2000–2005, 2013, 2021–2024: Law & Order: Special Victims Unit (Fernsehserie, verschiedene Rollen)
- 2001–2002: 100 Centre Street (Fernsehserie, 9 Folgen)
- 2001, 2003: Criminal Intent – Verbrechen im Visier (Law & Order: Criminal Intent, Fernsehserie, 2 Folgen)
- 2004: Line of Fire (Fernsehserie, 2 Folgen)
- 2005: Die Dolmetscherin (The Interpreter)
- 2005–2010: Rescue Me (Fernsehserie, 13 Folgen)
- 2007: Kidnapped – 13 Tage Hoffnung (Kidnappe, Fernsehserie, Folge 1x08)
- 2007: CSI: Miami (Fernsehserie, Folge 6x11)
- 2007–2013: Army Wives (Fernsehserie, 105 Folgen)
- 2011: Body of Proof (Fernsehserie, Folge 2x05)
- 2012: Person of Interest (Fernsehserie, 2 Folgen)
- 2013–2014: The Carrie Diaries (Fernsehserie, 4 Folgen)
- 2013: Unforgettable (Fernsehserie, Folge 2x02)
- 2014: Criminal Minds (Fernsehserie, Folge 9x22)
- 2015: Elementary (Fernsehserie, Folge 3x21)
- 2015: Turn: Washington’s Spies (Fernsehserie, Folge 2x04)
- 2016: Die 5. Welle (The 5th Wave)
- 2016: The Purge: Election Year
- 2017: Sneaky Pete (Fernsehserie, 3 Folgen)
- 2017: Designated Survivor (Fernsehserie, 4 Folgen)
- 2017: Star Trek: Discovery (Fernsehserie, 2 Folgen)
- 2021, 2022: Cobra Kai (Fernsehserie)
- 2024: Elsbeth (Fernsehserie, Folge 2x02)